# Convento de São Francisco (Olinda)
O Convento de São Francisco  ou Convento de Nossa Senhora das Neves é parte de um conjunto arquitetônico católico de excepcional importância, que inclui a Igreja de Nossa Senhora das Neves, a Capela de São Roque, o claustro e a sacristia. Está situado na cidade brasileira de Olinda em Pernambuco.
É o convento franciscano mais antigo do Brasil.

## Informações gerais

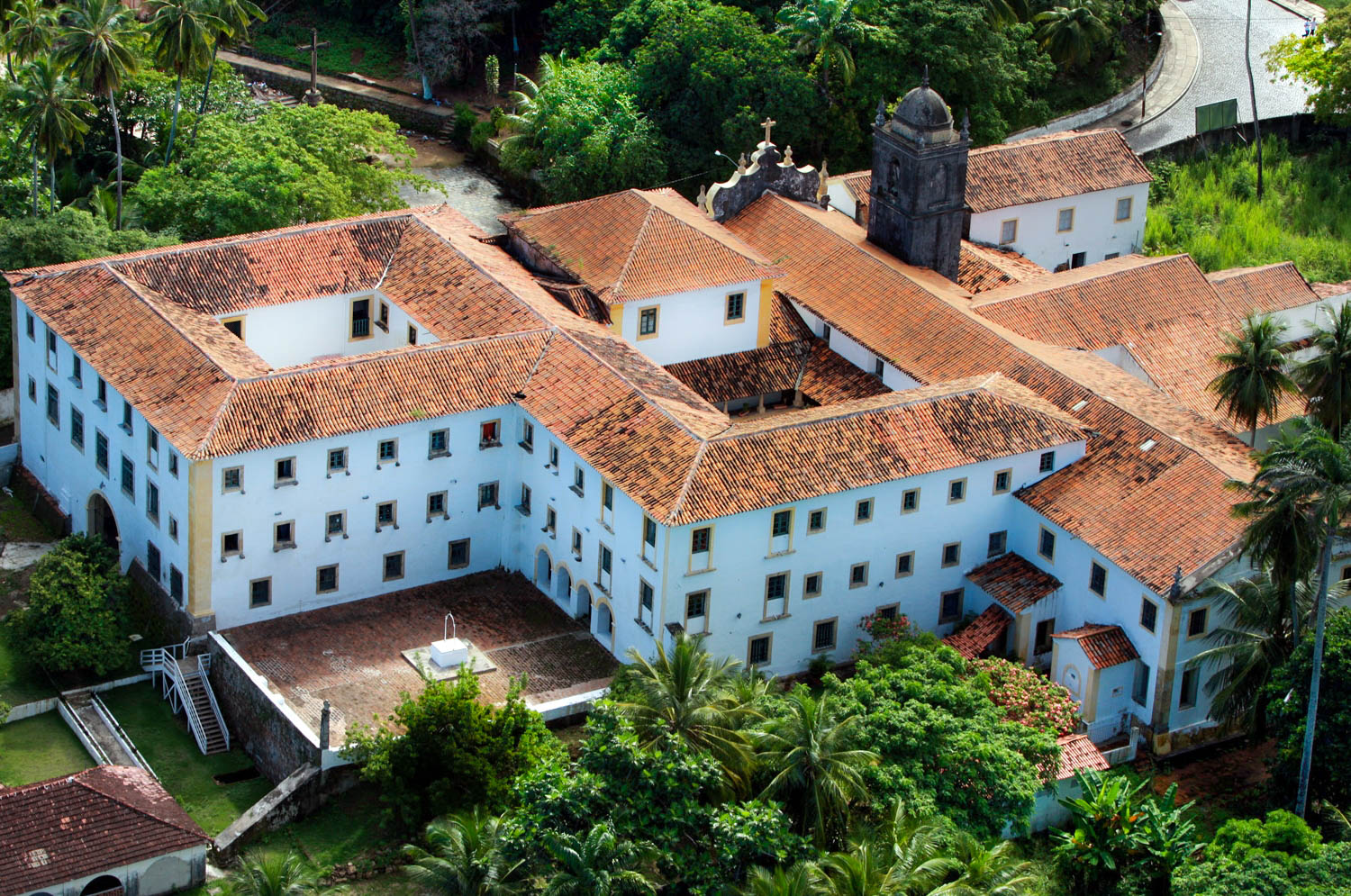
Parte posterior

Sua construção foi iniciada em 1585, com projeto do frei Francisco dos Santos, mas foi parcialmente destruído pelos holandeses no ano de 1631 e reconstruído ainda no século XVII. Em frente ao convento existe um cruzeiro trabalhado em pedra de arenito retirada dos arrecifes.
O claustro, a nave e a sacristia são famosos pela série de painéis de azulejos portugueses, com cenas diversas. Na igreja, na sacristia e na capela chama a atenção o rico trabalho de talha em madeira do teto, com caixotões contendo pinturas do século XVIII. O mosteiro tem ainda uma biblioteca com um precioso acervo de obras raras, e nele foi instalada a primeira biblioteca pública de Pernambuco.
O conjunto foi incluído no rol dos monumentos do Centro Histórico de Olinda, tombado pela UNESCO como Patrimônio da Humanidade.

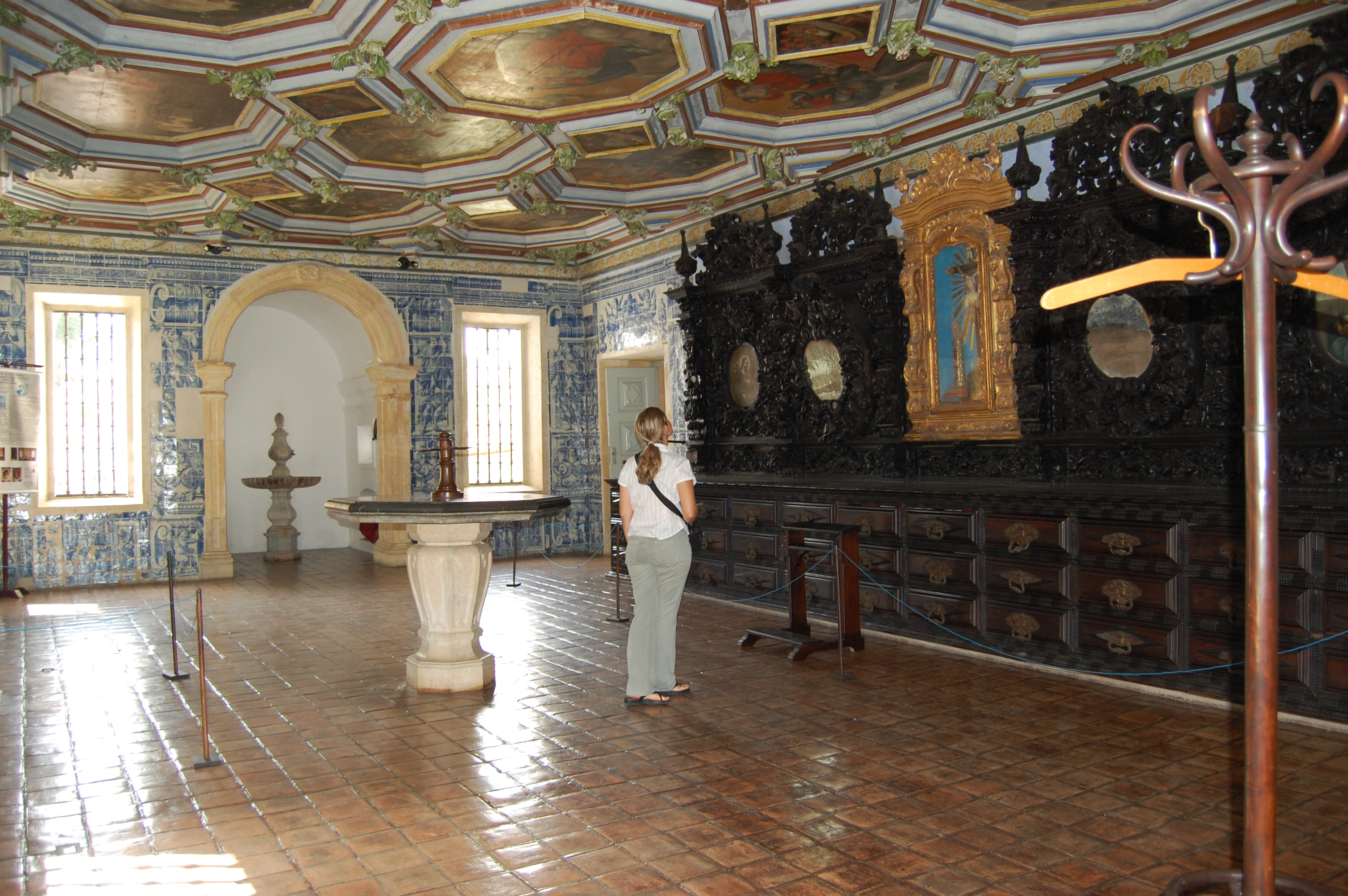
Sacristia
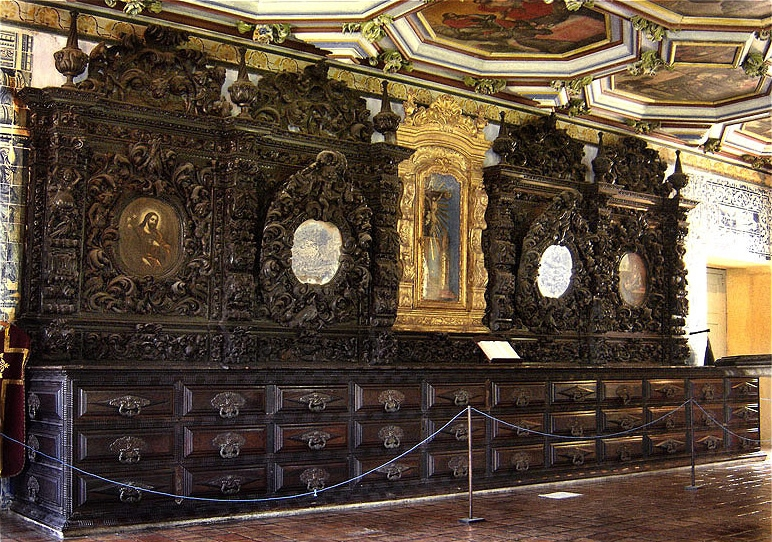
Arcaz da sacristia
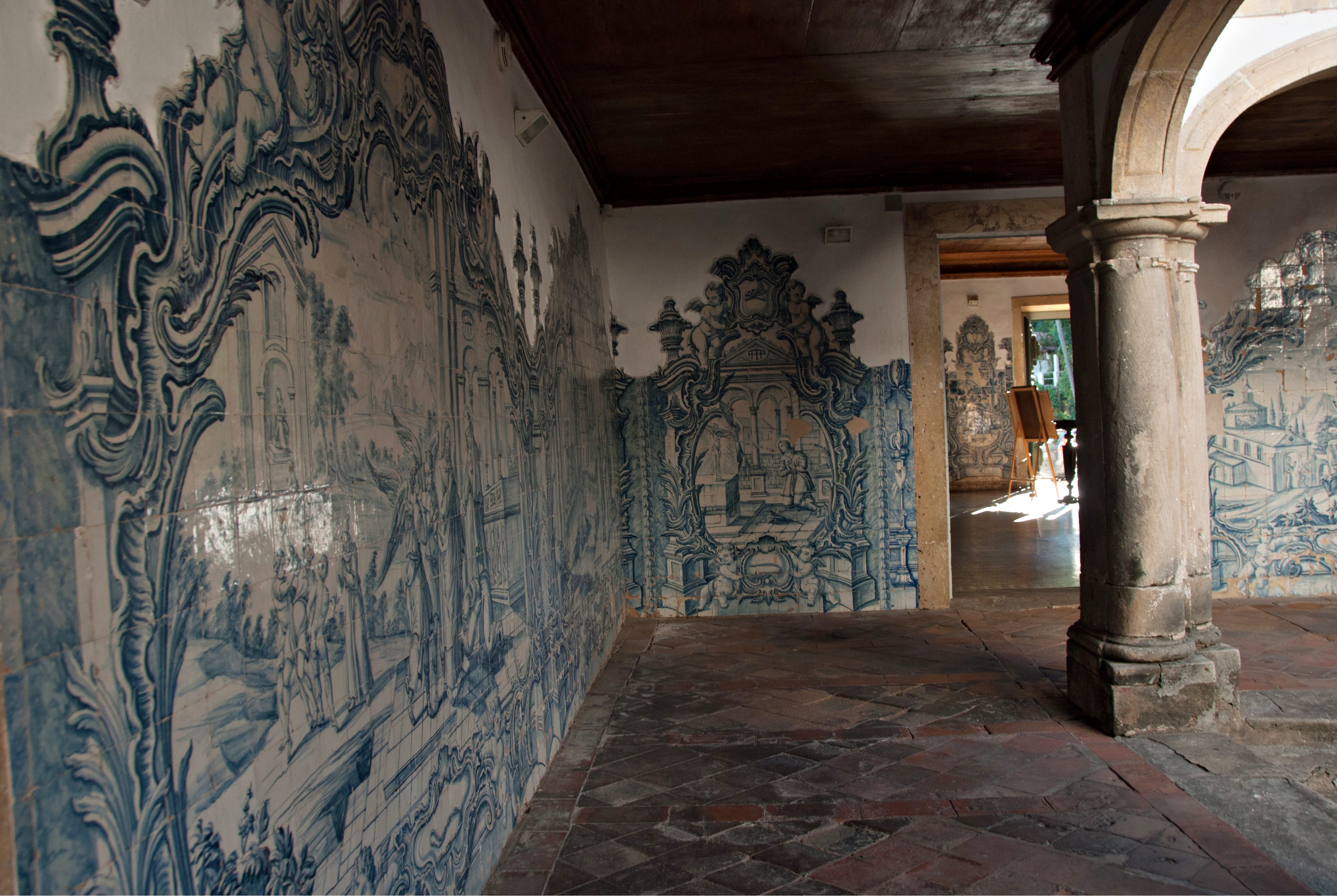
Painéis de azulejos do claustro
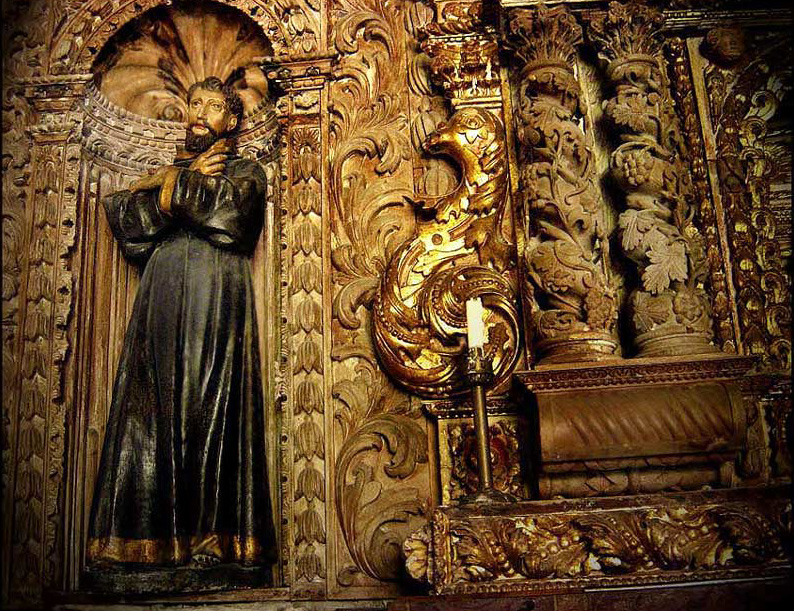
Detalhe da decoração em uma capela no claustro